# Wapno (spoiwo)

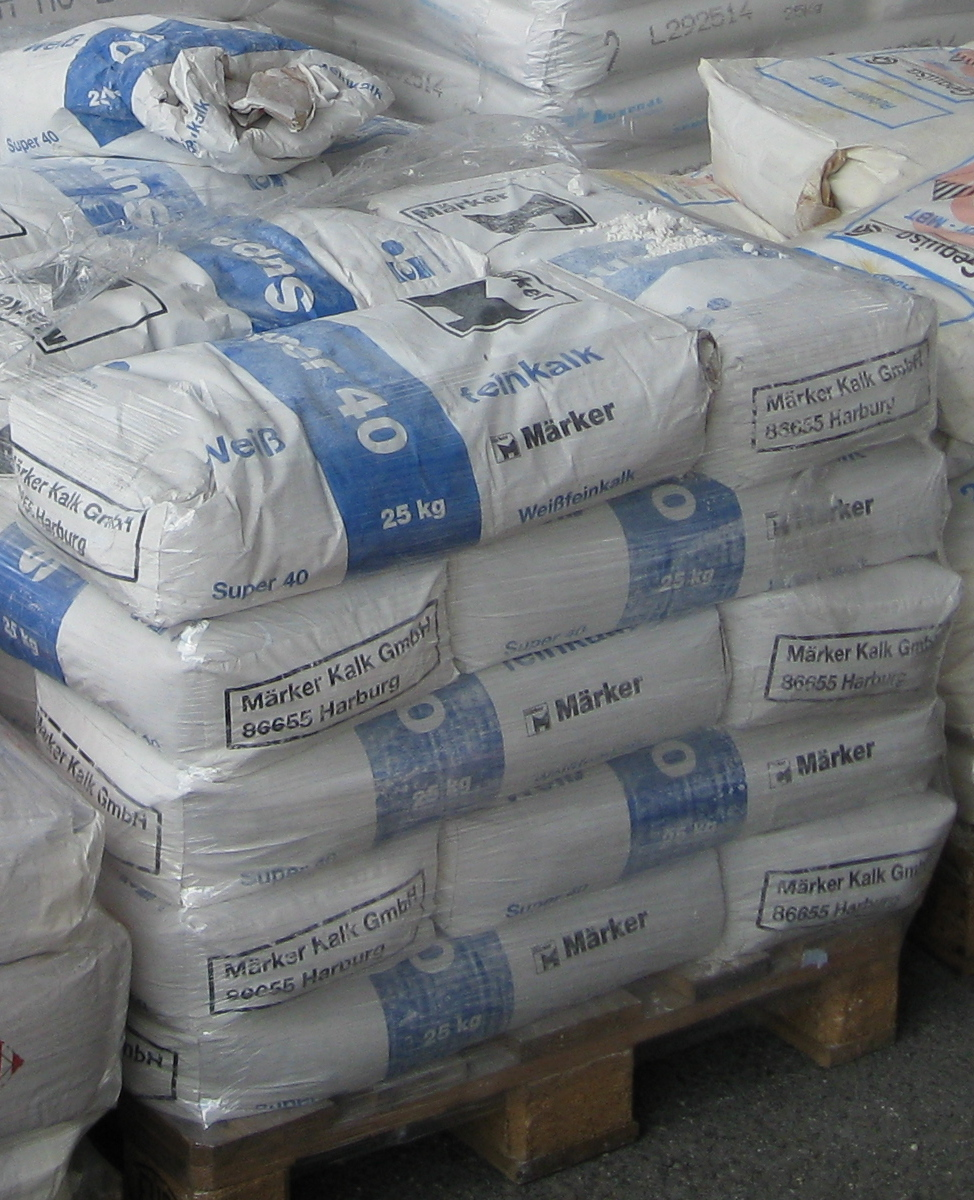
Worki z wapnem palonym

Wapno – spoiwo mineralne powietrzne (suchowiążące).
W budownictwie używane jest pod różnymi postaciami, choć postacią końcową jest mleko wapienne.
Obecnie sprzedawane jest głównie w postaci wapna hydratyzowanego, dawniej w postaci wapna palonego.
Występuje pod następującymi postaciami:
- wapno palone (niegaszone) – CaO, czyli tlenek wapnia. Otrzymywane przez wypalanie (prażenie) kamienia wapiennego w temperaturze 900 – 1300 °C, w wapienniku. Po wypaleniu ma formę brył, których barwa zależy od domieszek. Do niektórych zastosowań wapno palone bywa mielone. Im mniej jest domieszek, tym bardziej białe jest wapno. Wapno palone łatwo chłonie wilgoć z powietrza i wchodzi w reakcję chemiczną, w wyniku której powstaje wodorotlenek wapnia.
  - Wapno palone w bryłach jest używane: w przemyśle hutniczym jako topnik do produkcji karbidu, jako półprodukt do zapraw murarskich, tynkarskich i sztukatorskich, do neutralizacji odpadów
  - Wapno palone mielone jest używane do: produkcji betonów komórkowych i cegły wapienno-piaskowej (silikaty), w hutnictwie (głównie do odsiarczania), w przemyśle chemicznym, w przemyśle energetycznym jako sorbent do odsiarczania spalin, w ochronie środowiska, było używane jako dodatek do trocin przy wypełnianiu ścian drewnianych szkieletowych (także suchogaszone), obecnie jest używane głównie w ochronie środowiska (neutralizacja i higienizacja odpadów stałych).
Zależnie od rodzaju użytego surowca, wyróżnia się wapno:
  - wapniowe – z wapieni
  - dolomitowe – z wapieni dolomitycznych (lub mieszaniny wapieni z dolomitami)
  - hydrauliczne – z wapieni ilastych[1] (lub przy domieszkach margli)
- wapno gaszone (lasowane) – Ca(OH)2 – wodorotlenek wapnia. Gaszenie (lasowanie), to reakcja chemiczna tlenku wapnia z wodą i powstanie wodorotlenku wapnia: CaO + H2O → Ca(OH)2. Proces gaszenia może być przeprowadzony metodą:
  - na mokro – dawniej metoda ta była często stosowana bezpośrednio na budowie, w wyniku daje ciasto wapienne i mleko wapienne
  - na sucho – przy użyciu minimalnej ilości wody, niezbędnej dla prawidłowej reakcji chemicznej, proces przeprowadzany w warunkach przemysłowych. W wyniku otrzymywane jest wapno hydratyzowane.

Proces gaszenia „na mokro” (wcześniej rozkruszonych brył) powinien trwać minimum 2 tygodnie dla wapna służącego przy wykonywaniu prac murarskich i minimum 2 miesiące dla wapna używanego do wykonywania prac tynkarskich. Jednak w ten sposób gaszono dawniej raczej większe bryły wapna, proces ten przeprowadzano nawet na rok przed planowanym użyciem materiału. W wyniku procesu gaszenia otrzymywany jest wodorotlenek wapnia.
- ciasto wapienne – plastyczna masa otrzymywana z wapna gaszonego. Powinna mieć kolor biały z odcieniem szarego, aż do szarego. Jeśli ma kolor brązowy, to znak, że proces gaszenia przebiegał przy użyciu za małej ilości wody. Wapno zostało „spalone” podczas procesu gaszenia i nie nadaje zaprawie lepkości. Przechowywane w dołach pod cienką warstwą piasku, który chroni wapno przed wysychaniem. Wapno gaszone można było przechowywać w ten sposób nawet wiele lat.
- wapno hydratyzowane (suchogaszone) – wapno hydratyzowane to suchy proszek, gotowy do użycia przy przygotowywaniu zapraw wapiennych i cementowo-wapiennych. Zaleca się gaszenie wapna hydratyzowanego na 24 godziny przed użyciem do murowania i tynkowania.
- mleko wapienne – zawiesina powstała przez rozcieńczenie ciasta wapiennego wodą, łatwo osiada, dlatego jest wytwarzana bezpośrednio przed użyciem. Używana jako dodatek do zapraw wapienno-cementowych, oraz do bielenia (malowania) ścian budynków i pomieszczeń gospodarczych. Ma silne własności odkażające i neutralizujące kwasy. Rozrobienie innych form wapna do mleka przed dodaniem innych składników ułatwia równomierne mieszanie zaprawy murarskiej i zapobiega powstawaniu grudek nierozrobionego wapna, które po kilku latach rozsadzają tynk.

Wodorotlenek wapnia w wapnie gaszonym występuje w postaci drobnych płytek, o jakości wapna jako spoiwa decyduje wielkość płytek, im są mniejsze tym wapno jest tłustsze, powierzchnia płytek poprawnie zagaszonego wapna wynosi około 30 m²/g.
Proces wiązania i twardnienia wapna zachodzi w wyniku następujących procesów:
- przez krystalizację zaprawy tracącej wodę. Utrata wody następuje poprzez parowanie wody lub wsiąkanie wody do murowanych, tynkowanych lub malowanych ścian. Utrata wody jest główny sposobem wiązania zaprawy wapiennej. W zaprawie wapiennej z rozpuszczonego w wodzie wodorotlenku wapnia wydzielają się kryształki wodzianu wapna Ca(OH)2·2H2O, lub kryształki uwodnionego wodorotlenku wapniowego. Podczas krystalizacji, kryształki wodzianu i wodorotlenku zrastają się ze sobą, z kryształkami zaprawy i ziarnami piasku, tworząc sztuczny kamień. Procesy krystalizacji są odwracalne, co wykorzystywane jest do uplastyczniania częściowo zaschniętej zaprawy, umożliwia też przechowywanie zaprawy przez długi czas.
- przez karbonatyzację, czyli łączenie się z dwutlenkiem węgla, woda w reakcji odgrywa rolę katalizatora, po wyschnięciu zaprawy proces ten zachodzi znacznie wolniej. Proces jest reakcją chemiczną
Ca(OH)2 + nH2O + CO2 = CaCO3 + (n+1)H2O
W wyniku karbonizacji zaprawa nieodwracalnie twardnieje, proces twardnienia jest powolny i obejmuje zazwyczaj niewielką część wapna zawartego w zaprawie (w strefie powierzchniowej proces przebiega najszybciej, natomiast wiązanie CO2 z atmosfery przez głębsze strefy zaprawy może trwać nawet latami).
- przez tworzenie się krzemianów wapnia. Wapno wiąże w wyniku reakcji chemicznej z dwutlenkiem krzemu SiO2, który jest głównym składnikiem piasku. Reakcja ta może zachodzić tylko w temperaturze powyżej + 100 °C i w obecności wody. Wodorotlenek wapniowy łączy się z kwarcem: 2Ca(OH)2 + SiO2 = 2CaO·SiO2·2H2O. Ten ostatni sposób twardnienia zachodzi przy produkcji cegły wapienno-piaskowej (silikat) i betonów komórkowych.

Odpowiednie proporcje między wysychaniem a karbonizacją są ważne przy wykonywaniu powłok malarskich farbami wapiennymi. Jeżeli proces schnięcia farby następuje zbyt szybko, to proces twardnienia nie zajdzie (tzw. spalenie farby) i farba będzie ścierać się ze ściany. Jeżeli proces schnięcia będzie przebiegał zbyt wolno proces twardnienia obejmie zbyt dużą część wapna, powstała powłoka straci biały kolor, będzie szklista, nałożone następne warstwy będą odpadały.